# 니시하타촌
니시하타촌(西畑村)은 지바현 이스미군에 일찍이 존재했던 촌이다.

## 지리
- 현재의 오타키정 중앙부에 해당한다.
- 지역 내에는 니시바타강이 흐르고 있어 마을 이름도 이 강에서 따왔다.

## 역사
- 1889년 4월 1일 - 정촌제 시행에 수반해 이스미군 니시하타촌이 성립하였다.
- 1954년 10월 5일 - 구 오타키정, 후사모토정, 가미타키촌, 오이카와촌이 합병해, 현재의 오타키정이 성립해, 니시하타촌은 소멸하였다.

## 인구
| 1891년 | 3,909 |
| 1917년 | 4,833 |
| 1954년 | 5,286 |

## 행정
현직자명, 의원 수는 195410월 5일 1954년 10월 5일 당시의 것이다.
- 촌장 : (대리 조역)
- 조역 : 세키 히데오
- 수입역 : 노구치 마사유키
- 의원 수 : 22명

### 촌장
- 사이토 마스오 * 사이토 마스오

## 교통

### 철도
- 일본국유철도 (→ 동일본 여객철도→이스미 철도)
  - 이스미선
- 고미나토 철도
  - 고미나토 철도선

## 참고문헌
- 大多喜町史編さん委員会編『大多喜町史』、大多喜町、1991年
- 角川日本地名大辞典編纂委員会『角川日本地名大辞典 12 千葉県』、角川書店、1984年 ISBN 4-04-001120-1
- 『大多喜町行政のあゆみ』　発行日 : 2004年9月、発行 : 千葉県大多喜町、編集 : 大多喜町総務課、制作 : 株式会社ぎょうせい